# Arctia pinax
Arctia pinax là một loài bướm đêm thuộc phân họ Arctiinae, họ Erebidae.